# Горделадзе, Антонина Сергеевна
Антони́на Серге́евна Гордела́дзе (9 января 1924 — 8 января 2023) — советский и российский патологоанатом, доктор медицинских наук, профессор кафедры патологической анатомии СПБГМА имени Мечникова.

## Биография
Родилась 9 января 1924 года в Севастополе в семье служащих Сергея Никифоровича и Анны Васильвны (урожд. Наконечная) Горгеладзе.
В июне 1941 года окончила 10 классов; мечтала стать филологом, но 22 июня, вернувшись с классом из похода, она узнала, что началась Великая Отечественная война. Вскоре в Кисловодск эвакуировали все медицинские институты Ленинграда. И в 1943 году поступила на медицинский факультет эвакуированного института, который в 1945 году был переведён в Кишинёв и размещён в здании бывшей кишиневской гимназии.
В 1948 году получила диплом с отличием, а вместе с ним предложение занять место педиатра в одном из районов. Но она отказалась из-за отсутствия специальной практики. Тогда ей предложили место патологоанатома и оставили на стажировку на кафедре патологической анатомии. С 1948 во 1958 год она работала патологоанатомом в Республиканской психиатрической больнице и по совместительству — ассистентом кафедры патологической анатомии. В 1953 году под руководством Ф. Е. Агейченко защитила кандидатскую диссертацию «Патологическая анатомия соматической периферической нервной системы при вторичном туберкулёзе».
С 1958 по 1963 год работала на кафедре патологической анатомии Алтайского медицинского института сначала ассистентом, а с 1963 года — доцентом.
В 1964 году переехала в Ленинград, где получила должность доцента кафедры патологической анатомии Ленинградского Санитарно-гигиенического медицинского института (ЛСГМИ). Собирая материалы для докторской диссертации, она изучала одну из самых агрессивных опухолей, поражающих человека, — меланому. Защита диссертации «Меланоцитарные невусы (вопросы гистогенеза, гистологии, классификации)» состоялась в 1969 году. В 1971 году получила учёное звание профессора.
В течение семнадцати лет руководила отделом аспирантуры и пять лет была учёным секретарем ЛСГМИ, а в 1980—1982 годах исполняла обязанности заведующего кафедрой патологической анатомии и проректора по научной работе ЛСГМИ.
С 1983 до сентября 2011 года, А. С. Горделадзе работала в должности профессора кафедры и консультанта университетского патологоанатомического отделения.
Была награждена орденом «Знак Почёта», значком «Отличнику здравоохранения», медалями.
Автор более 290 научных и учебно-методических публикаций, атласа клинико-морфологической диагностики «Меланома кожи». Имела патент на изобретение «Способ уменьшения токсического повреждения печени».
Мужем Антонины Сергеевны был профессор Алексей Семёнович Слепых, который погиб в 1984 году в автомобильной катастрофе.
Была членом диагностического «Круглого консультативного Совета ветеранов — патологоанатомов» при городском патологоанатомическом бюро, членом правления городской ассоциации патологоанатомов.
Скончалась накануне своего дня рождения, 8 января 2023 года.